# Pareas margaritophorus
Pareas margaritophorus är en ormart som beskrevs av Jan 1866. Pareas margaritophorus ingår i släktet Pareas och familjen snokar. Inga underarter finns listade i Catalogue of Life.
Denna orm förekommer från Myanmar och södra Kina (provinserna Hainan, Guangxi och Guangdong) till Vietnam och till Malackahalvön. Arten lever i låglandet och i bergstrakter mellan 100 och 1400 meter över havet. Den vistas i skogar och klättrar på träd. Pareas margaritophorus har snäckor som föda. Honor lägger ägg.
Beståndet hotas regionalt av skogarnas omvandling till jordbruksmark. Hela populationen anses vara stabil. IUCN kategoriserar arten globalt som livskraftig.